# Тентіпет
Тентіпет (XII ст. до н. е.) — давньоєгипетський діяч, царська дружина, Дружина бога Амона.

## Життєпис
Походила з XX династії. Вважається донькою фараона Рамсеса III. Згідно з дослідженнями храму Хонсу в Карнаку була дружиною фараона Рамсеса IV і матір'ю фараона Рамсеса V.
За часів батька мала титул Божественна обожнювачка Амона (duat-ntr). Потім після Ісіди Та-Хемджерт отримала титул Дружини бога Амона. Можливо, померла за часів свого брата-чоловіка.

## Гробниця
Поховано в гробниці QV74 в Долині цариць. Вона виявилася порожньою, коли її знайшли єгиптологи. Сцена з її гробниці зображує Тентіпет у досить стандартній сцені: вона сидить у кріслі (на троні) перед столом приношень.